# Acide oléanolique
L'acide oléanolique ou acide oléanique est un triterpénoïde pentacyclique naturel considéré comme molécule bioactive. Ce composé, qui a été isolé de plus de 1620 espèces végétales, y compris de nombreux aliments et plantes médicinales, existe sous forme d'acide libre ou d'aglycone de saponines triterpénoïdes (en).

## Origine naturelle
L'acide oléanolique a d'abord été étudié et isolé de plusieurs plantes, y compris Olea europaea (feuilles, fruit), Rosa woodsii (feuilles), Prosopis Glandulosa (feuilles et brindilles), Phoradendron juniperinum (en) (plante entière), Syzygium claviflorum (feuilles), Hyptis capitata (en) (plante entière), Mirabilis jalapa  et Ternstroemia gymnanthera (en) (partie aérienne). D'autres espèces y compris la pomme de java (Syzygium samarangense), les pousses de gui, les fleurs de clou de girofle et les feuilles de romarin, Phytolacca americana contiennent ce triterpénoide pentacyclique.

### Biosynthèse

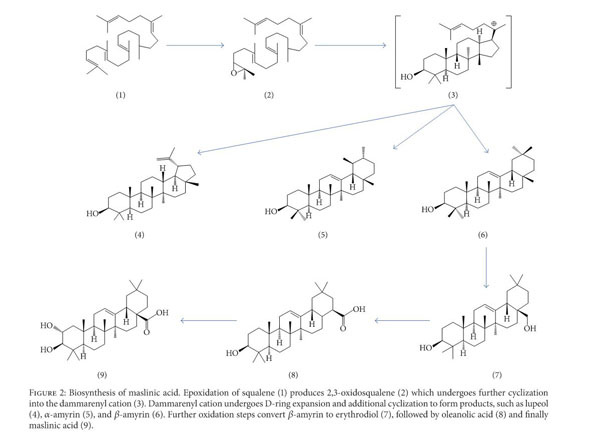
Voie de biosynthèse de l'acide oléanolique

L'acide oléanolique appartient à un grand groupe de produits naturels à structure diverse qui comprend des stérols, des stéroïdes et des saponines triterpénoïdes. Une voie proposée pour la biosynthèse de l'acide oléanolique, part du farnésyl-pyrophosphate dérivé de la voie de mévalonate. À partir du farnésyl-pyrophosphate, le squalène est formé par la squalène synthétase. Le squalène subit une réaction oxydante conduisant au 2,3-Oxydosqualène. Ensuite, le 2,3-Oxydosqualène est cyclisé en beta-amyrine du triterpénoïde du type oléanane pentacyclique par la Bêta-Amyrine synthase. Enfin, la beta-amyrine est oxydée dans une séquence d'oxydation en trois étapes par CYP716A pour donner de l'acide oléanolique à travers l'érythrodiol.

## Effet biologique
L'acide oléanolique est une substance hépatoprotective et présente des propriétés antitumorales et antivirales.
Un analogue triterpénoïde synthétique extrêmement puissant de l'acide oléanolique a été découvert en 2005, c'est-à-dire un puissant inhibiteur des processus inflammatoires cellulaires. Ils fonctionnent par induction par l'IFN-γ de l'oxyde nitrique synthase inductible (iNOS) et de la cyclooxygénase 2 dans les macrophages de souris. Ce sont des inducteurs extrêmement puissants de la réponse de phase 2 (par exemple élévation de la NADH-quinone oxydoréductase et de la hème oxygénase 1), qui est un protecteur majeur des cellules contre la contrainte oxydante et électrophile.

## Toxicité
L'acide oléanolique est relativement non toxique, et en raison de son manque d'effets secondaires, l'acide oléanolique a été breveté au Japon comme un additif aux boissons santé et aux produits cosmétiques des cheveux. Il est également commercialisé en Chine pour les troubles du foie. Cependant, des doses élevées et une utilisation à long terme peuvent produire des effets indésirables. L'administration de ce composé chez la souris a produit des lésions pathologiques dose-dépendantes au foie, comprenant l'inflammation, l'apoptose hépatocellulaireet la nécrose. Ces lésions étaient évidentes à des doses de l'acide oléanolique égales ou supérieures à 500 μmol / kg. La réaction en chaîne de la polymérase en temps réel a révélé que ce triterpènoide a entraîné une augmentation dose-dépendante des protéines de phase aiguë (MT-1 (en), Ho-1, Nrf2 et NAD(P)H dehydrogenase (quinone 1) (en)), une diminution des gènes de synthèse des acides biliaires (Cyp7a1 et Cyp8b1) et une diminution de l'acide biliaire hépatique. Les transporteurs (Ntcp (en), Bsep (en), Oatp1a1, Oatp1b2 et Ostβ).
Une étude de 2002 chez les rats Wistar a révélé que l'acide oléanolique réduit la qualité du sperme et la motilité, causant l'infertilité. Après avoir retiré l'exposition, les souris ont retrouvé la fertilité et ont imprégné avec succès des souris femelles.